# Dipartimento di Tijikja
Il dipartimento di Tijikja è un dipartimento (moughataa) della regione di Tagant in Mauritania con capoluogo Tijikja.
La dipartimento comprende 5 comuni:
- Tijikja
- El Wahat
- Tensigh
- Boubacar Ben Amer
- Lehseira